# ألتون مونتجومري
ألتون مونتجومري (بالإنجليزية: Alton Montgomery)‏ هو لاعب كرة قدم أمريكية أمريكي، ولد في 16 يونيو 1968 في غريفين في الولايات المتحدة.

## وصلات خارجية
- ألتون مونتجومري على موقع مرجع كرة القدم المحترفة.كوم (الإنجليزية)